# Larinioides ixobolus

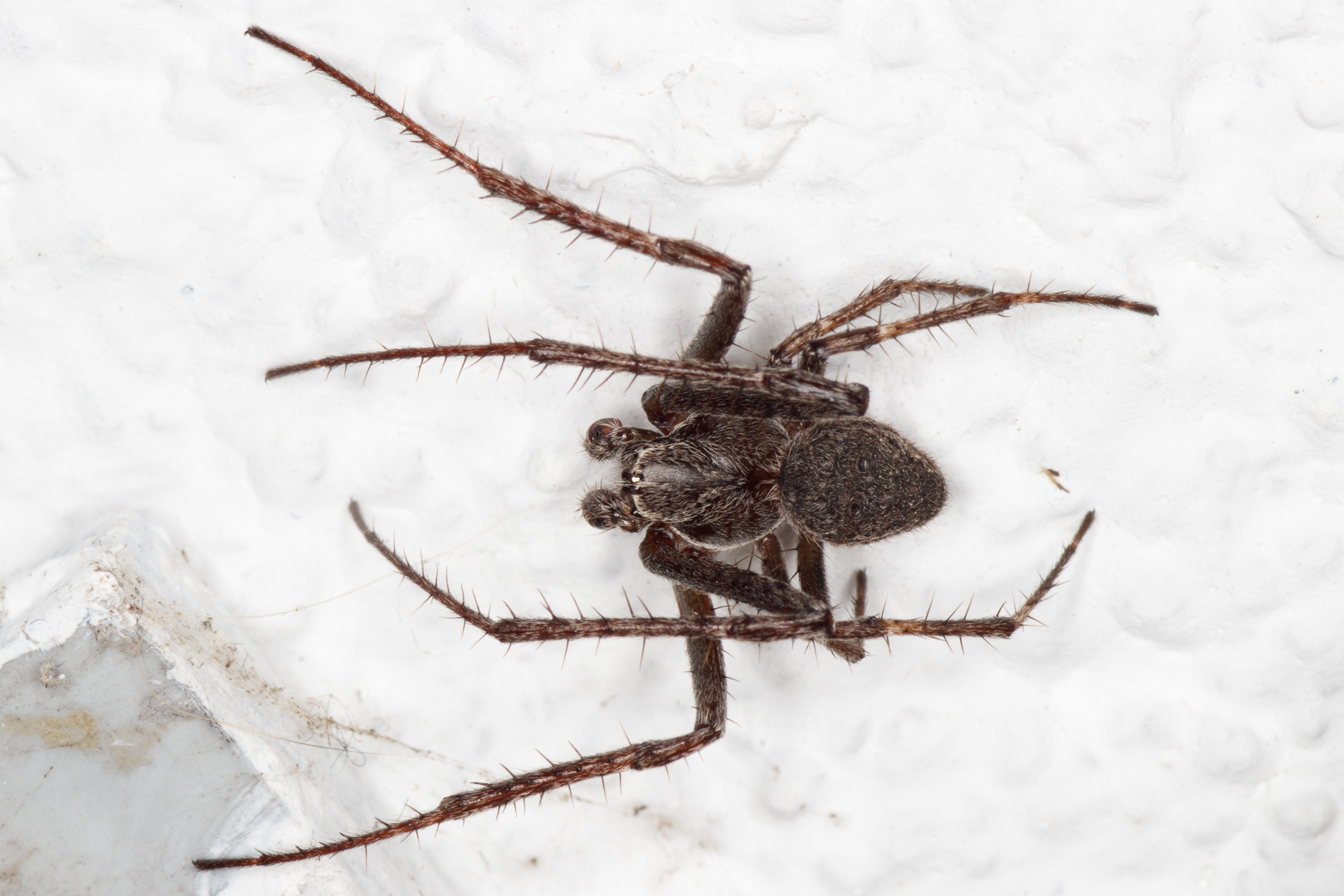
Larinioides ixobolus - samiec

Larinioides ixobolus – gatunek pająka z rodziny krzyżakowatych (Araneidae).

## Występowanie
Od Europy Środkowej do Azji Środkowej, w tym w Polsce.
Pająk ten zasiedla budynki w pobliżu wody i mosty. W odróżnieniu od podobnego L. sclopetarius oddala się bardziej od wody, rzadziej też występuje na mostach, być może z powodu konkurencji z tymże. Może być spotykany daleko od wody. Jest za to bardziej zależny od siedzib ludzkich. Jeden z badaczy z dawnej NRD uważa nawet, że może być tam gatunkiem eusynantropijnym, czyli zawsze związanym z człowiekiem (a nie okazyjnie, czyli hemisynantropijnym). Jednak w miarę posuwania się na wschód Europy jego zależność od człowieka zmniejsza się.
Niektórzy autorzy spekulują, że występowanie obydwu tych gatunków w pobliżu wody może być spowodowane tak naprawdę dostępnością pożywienia. Są to bowiem gatunki łowiące owady w sieci, a nad wodą prądy powietrzne są silniejsze niż w ściśle zabudowanym terenie.

## Morfologia
Ubarwienie czerwono-brązowe, rysunek na odwłoku wtopiony w tło, bez wyraźnej białej krawędzi. Samice mają 17–18 mm długości, samce 11–11,5 mm.
Samce w porównaniu do samic mają mniejszy odwłok i dłuższe nogi, podobnie jak u wszystkich przedstawicieli rodzaju Larinioides.

## Tryb życia
Jak pozostałe gatunki z rodzaju Larinioides, również i ten buduje koliste sieci łowne.